# Macropygia amboinensis
Macropygia amboinensis là một loài chim trong họ Columbidae.